# Torvald Hellquist
Gustaf Elof Torvald Hellquist, född den 21 mars 1910 i Göteborg, död den 12 december 2000 i Lund, var en svensk jurist. Han var son till Elof Hellquist.
Hellquist avlade juris kandidatexamen vid Lunds universitet 1937. Efter genomförd tingstjänstgöring 1937–1940 blev han fiskal i Göta hovrätt 1941. Hellquist var tillförordnad borgmästare i Falköping 1943–1944, tingssekreterare i Norra och Södra Vedbo domsaga 1945–1947 och tillförordnad tingsdomare 1949–1950. Han blev adjungerad ledamot i Göta hovrätt 1947, i Hovrätten för Västra Sverige 1948, assessor där 1949, revisionssekreterare 1954 (tillförordnad 1953) och hovrättsråd i Hovrätten för Västra Sverige 1955. Hellquist var häradshövding i Rönnebergs, Onsjö och Harjagers domsaga 1964–1965 och i Sollentuna och Färentuna domsaga 1966–1970 samt lagman i Hovrätten för Västra Sverige 1971–1977. Han blev riddare av Nordstjärneorden 1959 och kommendör av samma orden 1973.  Hellquist vilar i en familjegrav på Norra kyrkogården i Lund.